# Ferdinand Heuckenkamp
Ferdinand Heuckenkamp (* 10. April 1862 in Pappenheim; † 9. April 1938 in Greifswald) war ein deutscher Romanist.

## Leben und Werk
Heuckenkamp studierte romanische Philologie in Genf, München, Straßburg und Halle an der Saale. Er promovierte 1887 in Halle über Die heilige Dimphna (München 1887) und habilitierte sich 1891 ebenda bei Hermann Suchier über Le dit de la rose von Christine von Pisan (Halle a. S. 1891). Von 1891 bis 1894 war er Lektor für Französisch, ansonsten Privatdozent. 1902 wurde er nach Greifswald berufen und war dort bis 1921 außerordentlicher, von 1921 bis zu seiner Emeritierung (1927) ordentlicher Professor für romanische Philologie.
Der Akademisch-Neuphilologische Verein Greifswald (seit 1909 Neuphilologische Verbindung Greifswald) im WKV ernannte Bernheim zum Ehrenmitglied.

## Weitere Werke
- Le Chevalier du papegau, nach der einzigen Pariser Handschrift zum 1. Mal herausgegeben, Halle a. S. 1896
- Alain Chartier: Le curial: Texte français du XVe siècle avec l’original latin, Halle 1899, Genf 1974
- Die Bibliothek des Königlichen Romanischen Seminars an der Universität Halle: 1875–1900, Halle 1901
- Les quinze joyes de mariage: Texte de l’édition princeps du XVe siècle, Halle 1901
- Die provenzalische Prosa-Redaktion des geistlichen Romans von Barlaam und Josaphat, Halle a. S. 1912
- Reformvorschläge für den Unterricht auf dem Gebiete der romanischen Philologie an deutschen Universitäten, Halle a. S. 1920
- Les quinze joyes de mariage, nach der Handschrift von Rouen zum ersten Male vollständig herausgegeben, Braunschweig 1943